# Jonas Brolin

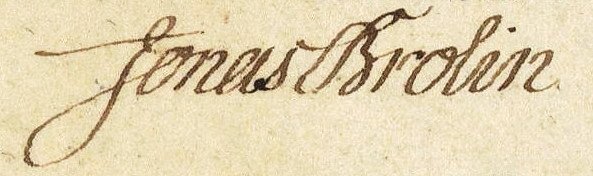
Jonas Brolin signatur 1776.

Jonas Brolin, född 1731 i Östergötland, död 1804 i Stockholm var en svensk kartograf och ingenjör.
Brolin var ingenjör vid Generallantmäterikontoret i Stockholm från och med år 1762. Han har givit ut kartor över Östgötastäderna 1769, Värmlandsstäderna 1770, Uppsala 1770 och Stockholm 1771. Han upprättade även detaljkartor i Stockholm över bland annat Slussenområdet och Riddarholmskanalen.

## 1771 års karta över Gamla Stan av Jonas Brolin

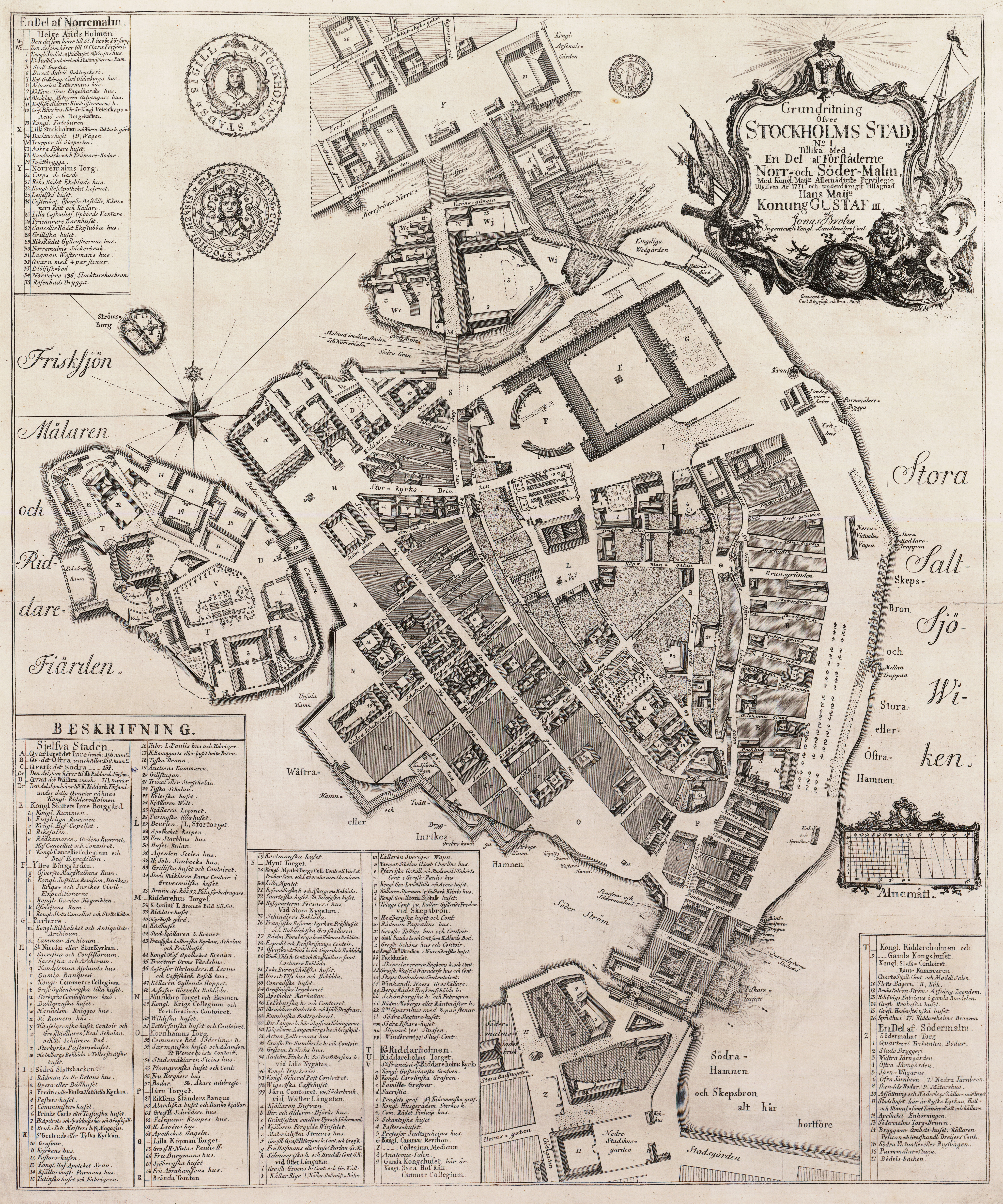
Karta över Gamla stan 1771. Kartan är en "Grundritning Öfver Stockholms Stad No 1 av Jonas Brolin 1771." Stockholms stadsarkiv.(Kartan är höguppöst 15,71 Mbyte.)

Kartan "Grundritning öfver Stockholms stad No 1. Tillika med en del av förstäderna Norr- och Söder-malm" gavs ut år 1771. Kartan skapades av Jonas Brolin och graverades för tryck av Carl Bergqvist (1711-1781) och Fredrik Akrel (1748-1804). Bladet är ett koppartryck. Jonas Brolin var ingenjör vid Kungliga Lantmäterikontoret och tillägnade kartan till kung Gustaf III. Carl Eric Bergquist var gravör vid Vetenskapsakademien 1739-1777. Fredrik Akrel efterträdde Bergquist som Vetenskapsakademiens gravör år 1778.
På den grundritning, Karta över Gamla stan 1771, som Jonas Brolin tillägnade Gustav III finns både Gamla stans och Riddarholmens alla palats i detalj beskrivna. På grundritningen kan man överblicka både i stort och i smått från 1700-talets Stockholm. Man kan även få en bra bild av huvudstadens centrum med ett myllrande folkliv från ett kopparstick över Tessinska palatset av Jean Eric Rehn samt av ett kopparstick av Olof Årre, som föreställer Stockholm sett från Kastellholmen 1768.

## 1776 års karta över Gefle av Jonas Brolin

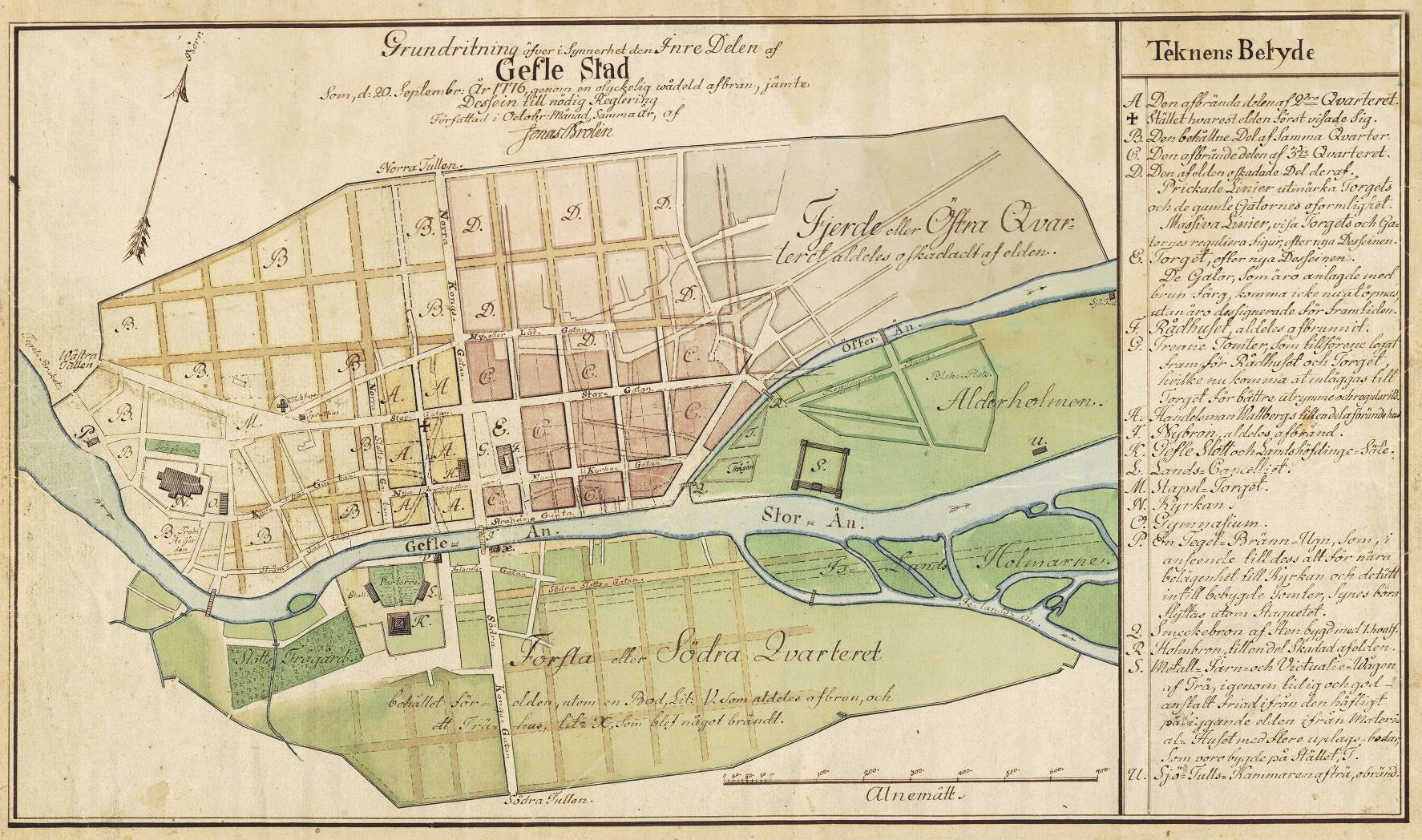
Jonas Brolins karta över Gävle 1776.

För stadsplaner under 1700-talet dominerade fortfarande den enkla rutnätsplanen, men ibland infördes en del variationer. Jonas Brolins karta över Gävle från 1776 föreställer "Grundritning öfver i synnerhet den inre delen af Gefle stad som d. 20 september år 1776 genom en olycklig wådeld afbran, jämte dessein till nödig reglering. Författad i october samma år af Jonas Brolin."
År 1776 inträffade en stor stadsbrand i Gävle. Tidigare hade staden har drabbats av ett flertal stadsbränder bland annat 1603 och 1645. År 1669 brann nästan hela staden ned. Branden den 20 september 1776 var den största branden sedan 1569 och stora delar av staden låg då åter i aska och ruiner. På norra sidan av Gavleån brann 109 gårdar, däribland Gävle rådhus vid branden 1776. En stor del av centrum och en del hus på södra sidan om ån förstördes i stadsbranden i Gävle 1776. Elden började vid Drottninggatan och även Nybron brandskadades. Efter branden kom lantmätaren Jonas Brolin med en ny stadsplan, som vidareutvecklades av stadsingenjören Lars Georg Kierrulf, och när staden återuppbyggdes i enlighet med den kom det i hög grad att påverka gatornas placering. Vid den senaste branden, lördagen den 10 juli 1869 lades större delen av staden norr om Gavleån i aska. Uppåt två tredjedelar av de cirka 13 000 invånarna förlorade sina hem när staden norr om ån slukas av lågorna. 530 hus brann ned och ca 8000 personer blev utan hem. Nyheten spred sig över landet nästan lika snabbt som branden. Stadsbranden i Gävle 1869 var en av de mest förödande stadsbränderna i Sveriges historia och som någonsin drabbat en svensk stad.

## Ritning nr 21, Djurgården, från maj 1778 av Jonas Brolin
I maj månad 1778 utförde Jonas Brolin en ovanligt vacker ritning. Ritningen hade titeln: "Geometrisk Charta öfver Tomten nr 2 Belägen Uti Andra Qvarteret kalladt Grönland På Kongel: Amiralitets-Platsen vid Kongel. Djurgården författad i Maji månad År 1778 af Jonas Brolin, Ingenieur, Kongel:General Landtmät:Contoiret." Denna ritning finns nu i Stockholms stadsarkiv under Ritning nr 21, Djurgården.

## Exempel på kartor

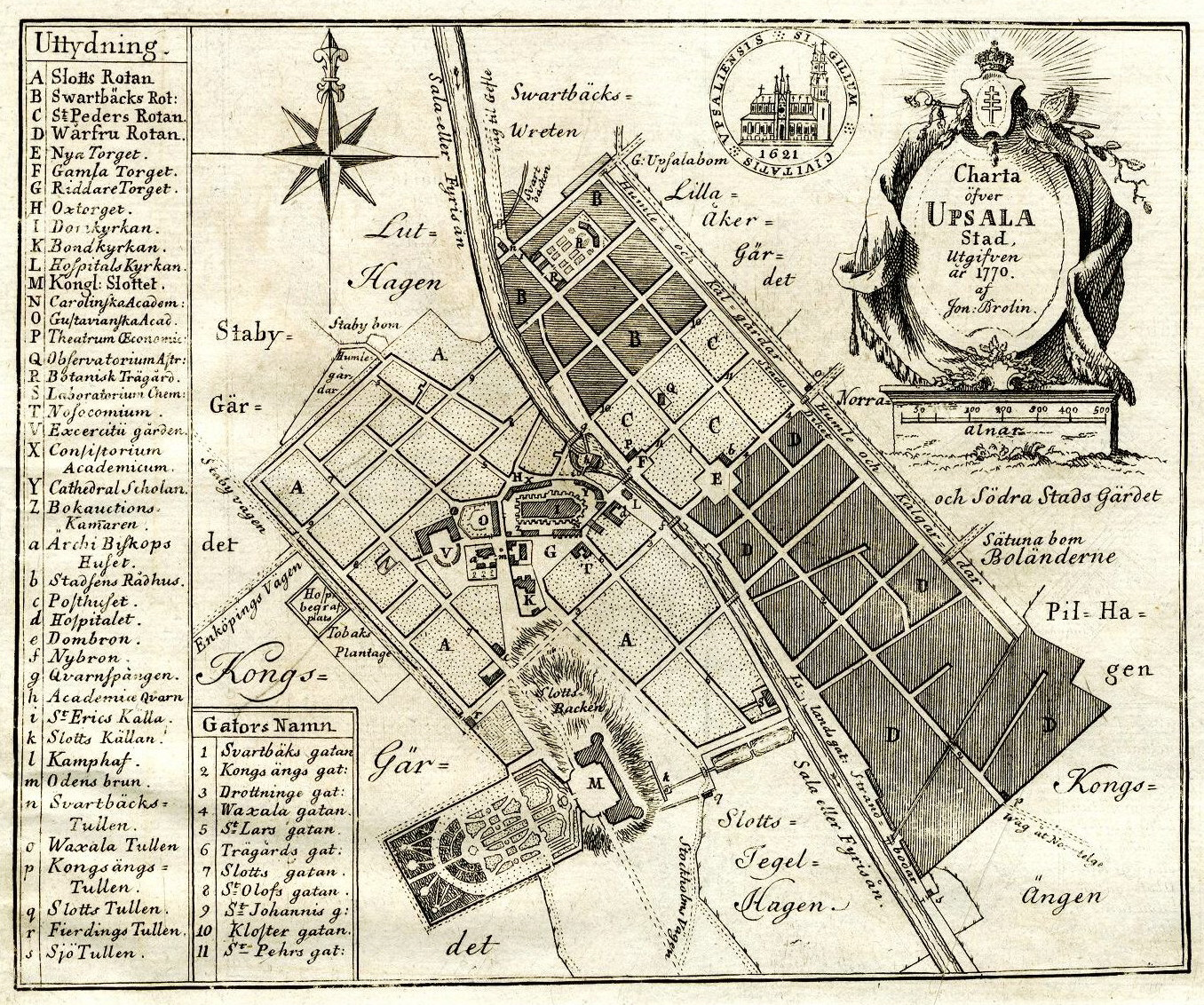
Karta över Uppsala 1770.
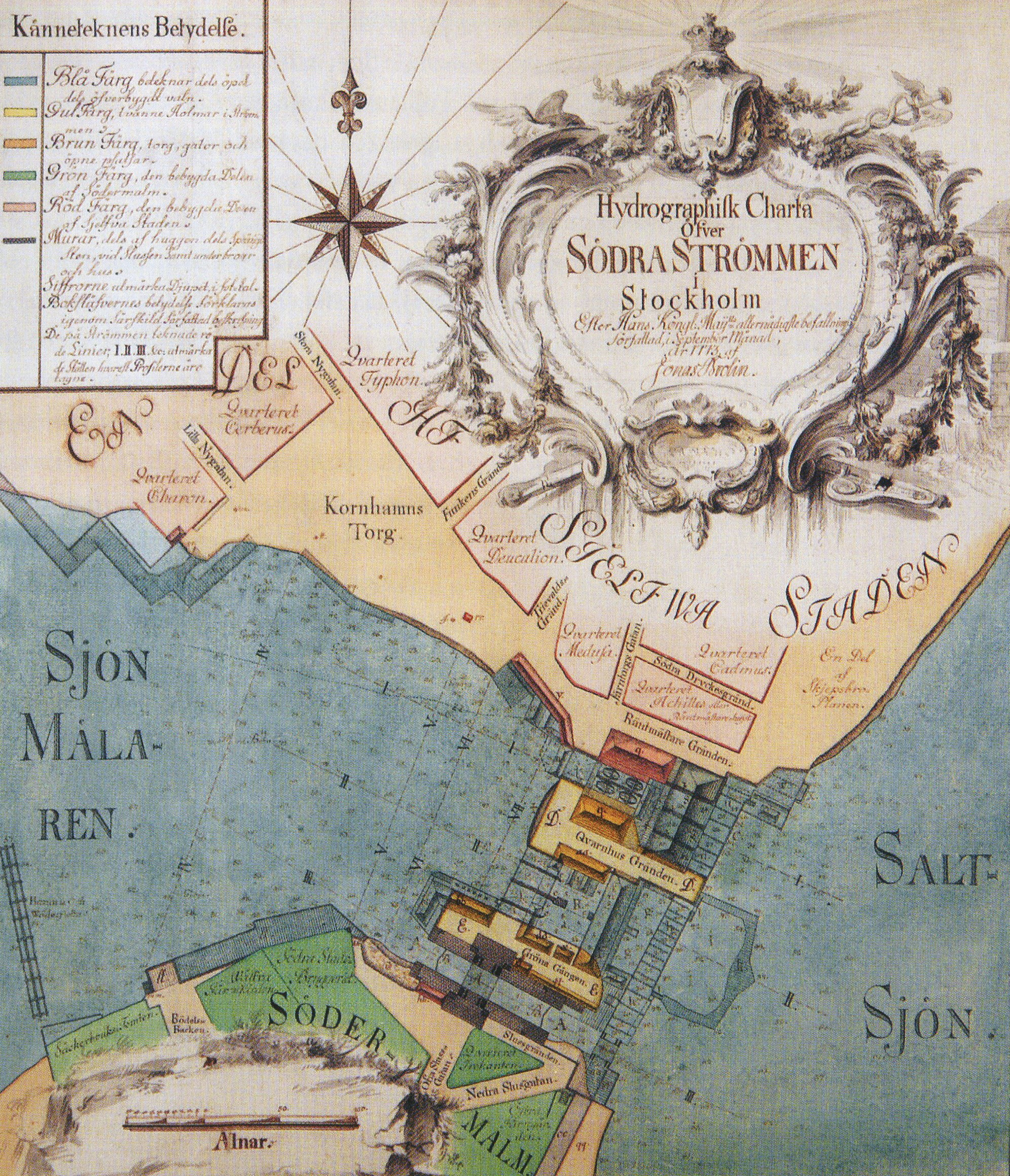
Karta över Slussenområdet 1773.
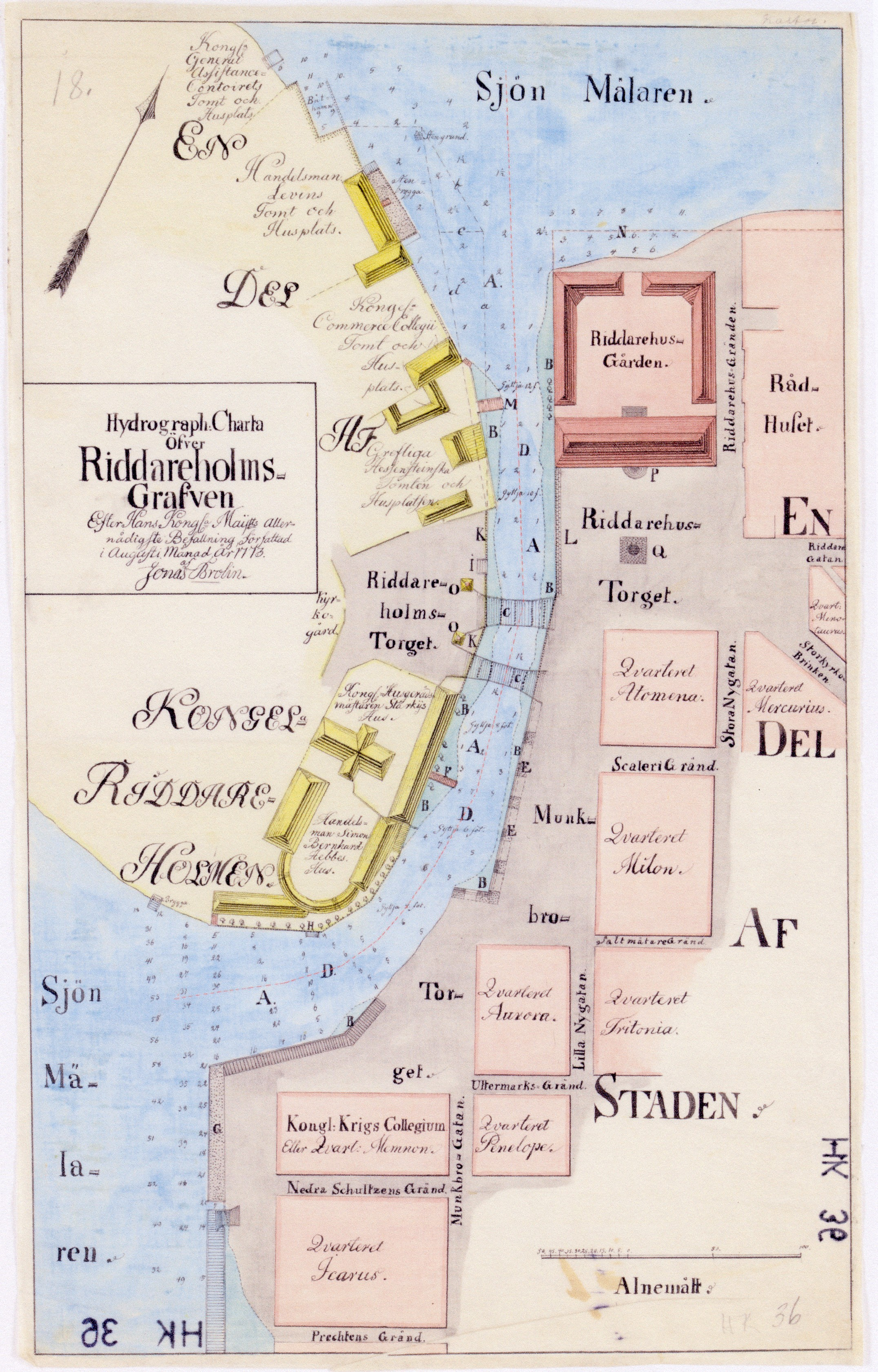
Karta över Riddarholmskanalen 1773.
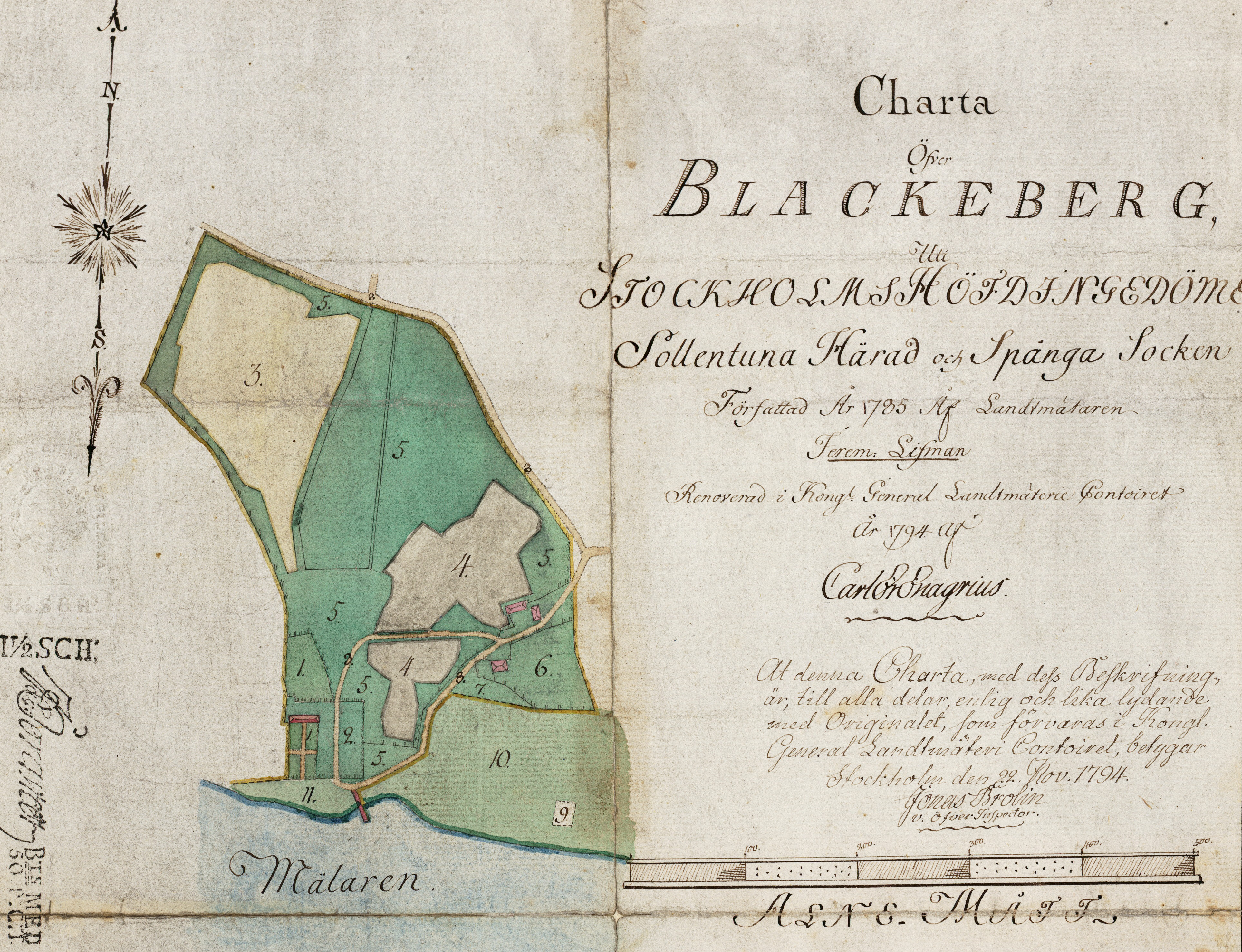
Karta över Blackeberg 1785.